# Cantonul Grigny
Cantonul Grigny este un canton din arondismentul Évry, departamentul Essonne, regiunea Île-de-France, Franța.

## Comune
| Comune | Populație (1999) | Cod poștal | Cod INSEE   |
| ------ | ---------------- | ---------- | ----------- |
| Grigny | 26.638 loc.      | 91350      | 91 2 40 286 |